# Schriftwerdung
Die Schriftwerdung ist ein von Joseph Ratzinger geprägter theologischer Begriff. Er meinte damit einerseits die Überlieferung der göttlichen Offenbarung durch Menschen in schriftliche Texte der Bibel, andererseits das ständige Wachsen der Offenbarung in der Geschichte durch fortwährende Gewinnung von Erkenntnissen aus der Bibel.

## Objektiver Schriftwerdung
Bezogen auf die christliche Bibel, bezeichnete Ratzinger mit Schriftwerdung die schriftliche Überlieferung des offenbarten Wortes Gottes durch die Apostel, Propheten und die Hagiographen. Die objektive Phase der Schriftwerdung, wie auch die göttliche Offenbarung an den Menschen, werde im Christentum seit dem Ende des 1. Jahrhunderts als abgeschlossen betrachtet. Die spätere Kanonisierung der Heiligen Schrift gehört nicht zu Ratzingers Begriff der Schriftwerdung.

## Postscriptuelle Schriftwerdung
Als postsriptuelle Schriftwerdung bezeichnete Ratzinger das ständige Werden und Wachsen der Offenbarung bzw. des ihr zugeordneten Glaubens in der Geschichte durch fortwährende Gewinnung von Erkenntnissen aus der Bibel nach der objektiven Schriftwerdung. Diese geschichtliche Entfaltung der Bibel beschrieb Ratzinger 1959 in seiner Habilitationsschrift über die Geschichtstheologie Bonaventuras folgendermaßen: 
„Objektiv ist die Schrift zwar abgeschlossen, aber ihre Bedeutung ist die Geschichte hindurch in einer ständigen Entfaltung begriffen, die noch nicht abgeschlossen ist. Sie enthält, wie auch die physische Welt, »Samenkörner« – Bedeutungssamen nämlich, die mit der wachsenden Zeit in stetem Wachstum begriffen sind. Manches vermögen wir bereits ausdeuten, was die Väter noch nicht zu sagen vermochten, weil es für sie noch im Dunkel der Zukunft lag, während es für uns schon erfassbare Vergangenheit ist. Anderes bleibt auch für uns noch dunkel. Aus der Schrift wachsen also noch immer neue Erkenntnisse hervor, in ihr geschieht gleichsam noch etwas; und dies Geschehen, diese Geschichte, geht fort, solange es überhaupt Geschichte gibt. Das ist für den Theologen, den Ausleger der Schrift, eine wichtige Erkenntnis, beweist sie doch, dass er bei seiner Auslegung nicht absehen kann von der Geschichte, von der vergangenen so wenig wie von der zukünftigen. So wird die Auslegung der Schrift zur Theologie der Geschichte, die Erhellung des Vergangenen zur Prophetie über das Kommende“.
Bonaventura entfaltete den Gedanken einer geschichtlichen Entwicklung der biblischen Offenbarung im Anschluss an Joachim von Fiore (Concordia veteris et novi testamenti). Er lässt sich zurückverfolgen bis auf das Werk eines anonymen Bamberger Mönchs, Das Figurenbuch (1204).